# Vila Osasco

Vila Osasco é um bairro localizado em Osasco, São Paulo, Brasil. Sendo delimitado ao Norte  e   Leste com o bairro Centro; Ao Sul com os bairros Bela Vista e Cipava ; a Oeste com  o bairro  Jardim das Flores. Os loteamentos do bairro são: Vila Osasco; Vila Alice.

## Galeria de Imagens

Boulevard Vila OsascoBoulevard Vila Osasco